# Мендес (Джорджія)
Мендес (англ. Mendes) — переписна місцевість (CDP) в США, в окрузі Теттнолл штату Джорджія. Населення — 124 особи (2020).

## Географія
Мендес розташований за координатами 31°59′41″ пн. ш. 81°58′14″ зх. д. / 31.99472° пн. ш. 81.97056° зх. д. (31.994768, -81.970462).  За даними Бюро перепису населення США в 2010 році переписна місцевість мала площу 1,59 км², з яких 1,57 км² — суходіл та 0,02 км² — водойми.

## Демографія
Згідно з переписом 2010 року, у переписній місцевості мешкали 122 особи в 54 домогосподарствах у складі 35 родин. Густота населення становила 77 осіб/км².  Було 60 помешкань (38/км²).
Расовий склад населення:
| - 98,4 % — білих |

До двох чи більше рас належало 1,6 %. Частка іспаномовних становила 1,6 % від усіх жителів.
За віковим діапазоном населення розподілялося таким чином: 22,1 % — особи молодші 18 років, 62,3 % — особи у віці 18—64 років, 15,6 % — особи у віці 65 років та старші. Медіана віку мешканця становила 42,7 року. На 100 осіб жіночої статі у переписній місцевості припадало 87,7 чоловіків;  на 100 жінок у віці від 18 років та старших — 86,3 чоловіків також старших 18 років.
Цивільне працевлаштоване населення становило 26 осіб. Основні галузі зайнятості: освіта, охорона здоров'я та соціальна допомога — 38,5 %, публічна адміністрація — 30,8 %.